# Vol Emirates 521
Le 3 août 2016, le vol Emirates 521, un vol international régulier assuré par un Boeing 777-300 de la compagnie aérienne Emirates, reliant Thiruvananthapuram, en Inde, et Dubaï, aux Émirats arabes unis, s'écrase sur la piste à 12 h 45, heure locale, lors de son atterrissage à l'aéroport international de Dubaï, et est en grande partie détruit par l'incendie qui a suivi. 
Les 282 passagers et 18 membres d'équipage présents à bord ont survécu à l'accident ;  Cependant 36 sont blessés, dont 4 grièvement. Un des pompiers de l'aéroport est mort et sept autres sont blessés pendant l'opération de sauvetage. Cet accident est alors le seul impliquant la perte totale d'un appareil d'Emirates, depuis la création de la compagnie aérienne en 1985.

## Avion
L'appareil impliqué est un Boeing 777-31H, immatriculé A6-EMW (numéro de série 32700/434). Il est équipé de deux réacteurs Rolls-Royce Trent 892 et était âgé de 13 ans, ayant volé pour la première fois le 7 mars 2003. Cet avion gros-porteur a été livré neuf à Emirates le 28 mars 2003 et totalisé 58 169 heures de vol, effectuées en 13 620 cycles (décollages/atterrissages), au moment de l'accident.

## Passagers et équipage
Le commandant de bord est un ressortissant émirati, âgé de 34 ans, qui travaille chez Emirates depuis mars 2001 et totalise 7 457 heures de vol, dont 5 123 heures sur Boeing 777. Le copilote était Jeremy Webb (37 ans), un ressortissant australien qui travaillait pour la compagnie aérienne depuis octobre 2014 et avait 7 957 heures de vol à son actif, dont 1 292 heures sur Boeing 777.
Le vol 521 transportait 282 passagers et 18 membres d'équipage (deux pilotes et 16 membres du personnel navigant commercial (PNC)) à bord.
| Nationalité         | Total |
| ------------------- | ----- |
| Inde                | 226   |
| Royaume-Uni         | 24    |
| Émirats arabes unis | 11    |
| Arabie saoudite     | 6     |
| États-Unis          | 6     |
| Turquie             | 5     |
| Irlande             | 4     |
| Allemagne           | 2     |
| Australie           | 2     |
| Brésil              | 2     |
| Malaisie            | 2     |
| Thaïlande           | 2     |
| Afrique du Sud      | 1     |
| Bosnie-Herzégovine  | 1     |
| Croatie             | 1     |
| Égypte              | 1     |
| Liban               | 1     |
| Philippines         | 1     |
| Suisse              | 1     |
| Tunisie             | 1     |
| Total               | 300   |

## Déroulement du vol
Le vol 521 décolle de l'aéroport international de Trivandrum à 10 h 34 IST (5 h 4 UTC), soit 29 minutes après l'heure de départ prévue. Il devait atterrir à Dubaï à 12 h 24 GST (8 h 24 UTC).
Selon les enregistrements du contrôle de la circulation aérienne (ATC), l'approche et l'atterrissage se déroule normalement, aucune situation d'urgence n'est déclarée. Les pilotes signalent ensuite qu'ils procèdent à une remise de gaz, après quoi la tour leur ordonne de monter à 4000 pieds (1200 m), ce que l'équipage confirme. Peu de temps après, la tour ordonne au vol suivant de faire une remise de gaz et alerte les services d'urgence. La présence d'un cisaillement de vent et une température ambiante de 48°C est signalée sur la piste de l'aéroport.
L'accident se produit à 12 h 37 GST (8 h 37 UTC). Un cisaillement de vent important affecte la vitesse-air de l'appareil pendant l'approche finale, et l'avion se pose sur la piste 12L, longue de 14 275 pieds (4 351 m), à un point situé à environ 3 600 pieds (1 100 m) au-delà du seuil de piste et à une vitesse de 162 nœuds (300 km/h). Deux secondes plus tard, le système d'avertissement et d'alerte de piste (en) (RAAS) du poste de pilotage émet une alarme « LONG LANDING », indiquant alors aux pilotes que l'atterrissage prend trop de temps. L'équipage amorce alors une nouvelle remise de gaz. 
Six secondes après le toucher des roues du train d'atterrissage principal, et avec la roue du train d'atterrissage avant toujours hors de la piste, l'avion commence à reprendre de l'altitude. Le réglage des volets est réduit à 20° et le train d'atterrissage est rentré, mais la position des manettes des gaz reste inchangée. En effet, l'activation de l'automanette est inhibée après le toucher des roues sur la piste. Le Boeing 777 atteint une hauteur maximale de 85 pieds (26 m26 m) au-dessus de la piste 12L, avec sa vitesse en diminution, avant de commencer à redescendre vers le sol. Douze secondes après avoir redécollé, l'équipage pousse manuellement les manettes des gaz au maximum, mais l'avion continue de descendre. Il finit par s'écraser sur la piste, trois secondes plus tard.
L'appareil dérape d'abord sur environ 2 600 pieds (800 m) le long de la piste 12L, avec son train d'atterrissage partiellement rentré, avant de dévier d'environ 120° vers la droite de la piste. Alors que le Boeing 777 dérape sur la piste, le moteur n°2 (moteur droit) se détache et glisse le long du bord d'attaque de l'aile. 
Les équipes de lutte anti-incendie se trouvent sur le site du crash moins de 90 secondes après que l'avion s'immobilise. Elle  commence à combattre les débuts d'incendie à plusieurs endroits. Les 282 passagers et 18 membres d'équipage sont évacués en toute sécurité. Des vidéos de l'intérieur de l'avion, prises par les caméras des téléphones portables des passagers, montre cependant que les passagers ne parvenaient pas à évacuer, certain donnant plutôt la priorité aux bagages à main, entraînant un ralentissement dangereux de l'évacuation et de vives critiques. 
Neuf minutes après l'arrêt de l'avion, avec seulement le commandant de bord et l'hôtesse principal encore à l'intérieur (vérifiant les passagers restants), une violente explosion se produit, alors que les flammes atteignent le réservoir de carburant central de l'avion.
L'explosion entraîne la mort d'un pompier, Jasim Issa Mohammed Hasan. 32 occupants de l'avion sont également blessés, dont le commandant de bord et l'hôtesse principale, qui évacue après l'explosion. L'hôtesse est la seule personne, parmi les blessés graves, souffrant d'inhalation de fumée. De plus, sept pompiers sont blessés, plusieurs d'entre eux souffrant de la chaleur extrême générée par l'incendie. L'explosion propage aussi le feu à l'intérieur de la cabine. Les pompiers mettent 16 heures pour maîtriser l'incendie, qui détruit en grande partie l'avion.

## Enquête
L'Autorité générale de l'aviation civile (en) émiratie (GCAA) mène l'enquête sur cet accident, avec l'assistance d'Emirates, de Boeing (constructeur de l'avion) et de Rolls-Royce (fabricant des moteurs du Boeing 777). De plus, le Conseil national de la sécurité des transports américains (NTSB) envoye sur place une équipe de cinq personnes pour rejoindre les autres enquêteurs. 
Les deux enregistreurs de vol, l'enregistreur de paramètres (FDR) et l'enregistreur phonique (CVR), sont retirés de l'épave de l'avion, le lendemain de l'accident. Un rapport préliminaire sur l'accident est publié en septembre 2016, et une déclaration provisoire, en août 2017. Le rapport préliminaire révéle que les pilotes tentent de redécoller après avoir brièvement touché la piste, mais que le Boeing 777 heurte brutalement la piste alors que son train d'atterrissage était toujours en train de se rétracter.

Le rapport final est publié le 6 février 2020. Dans ce rapport, ce qui suit a été cité comme faisant partie des causes de l'accident :

« L'équipage n'a pas analysé et surveillé efficacement les principaux paramètres des instruments de vol pendant l'atterrissage et la tentative de remise de gaz. Les pilotes ne savait pas que l'automanette n'avait pas réagi pour déplacer les manettes de poussée des moteurs vers le mode Takeoff/go-around (TO/GA), après que le commandant de bord ait appuyé sur l'interrupteur, au début de la procédure de remise de gaz et d'approche interrompue. »

Le rapport conclut ainsi :

« Le recours à l'automatisation et le manque de formation de l'équipage concernant l'exécution d'une remise de gaz à proximité de la piste ont considérablement affecté ses performances dans une situation de vol critique, différente de celle qu'il a vécue lors de ses vols d'entraînement sur simulateur. »

## Conséquences
À la suite de l'accident, l'aéroport est fermé pendant 5 h 30. De nombreux vols sont alors détournés vers des aéroports à proximité tels que l'aéroport international d'Abu Dhabi, l'aéroport international de Charjah et l'aéroport international d'Al Maktoum. La fermeture conduit Emirates et Flydubai à annuler plusieurs de leurs vols, et affecte également près de 23 000 passagers de L'aéroport international de Dubaï. Cet aéroport reprend ses opérations à 18 h 39, heure locale, avec une capacité restreinte, en utilisant une seule piste et en maximisant l'utilisation des pistes de l'aéroport international d'Al Maktoum. Les avions à l'arrivée sont prioritaires sur les vols au départ. La piste endommagée est réparée et rouverte à 17 h 45 le 4 août. L'aéroport reprend ses opérations normales le 6 août, soit 72 heures après l'accident.
Le 11 août, soit 8 jours après l'accident, Emirates propose un dédommagement de 7 000 dollars pour chacun des 282 passagers, répartie en 2 000 dollars pour la perte de bagages et d'effets personnels, et 5 000 dollars pour tout autre dommage subi. La compagnie change par ailleurs le numéro du vol reliant Trivandrum à Dubaï, pour EK523.